# 777 Tour
El 777 Tour fue una gira promocional de la cantante barbadense Rihanna, en apoyo de su séptimo álbum de estudio Unapologetic. La gira fue anunciada en noviembre de 2012, e incluyó siete espectáculos, en siete países, siete días consecutivos. Comenzó en la Ciudad de México, y finalizó en Nueva York. Pasó por Toronto, Estocolmo, París, Berlín y Londres.

## Antecedentes
La idea de Rihanna en realizar este gira fue para promocionar su séptimo álbum de estudio Unapologetic y hacer siete conciertos, en siete días y en siete países. Comentó en una entrevista:

«Es mi séptimo álbum y entonces se me ocurrió hacer una gira promocional que tuviera ese sentido».

## Lista de canciones
Álbum Unapologetic: http://www.vivepop.com/rihanna/unapologetic/
Act I:
1. Intro (contiene extractos de "Cockines (Love It) Remix")
2. «Cockiness (Love It)»
3. «Birthday Cake»
4. «Talk That Talk»

Act II:
1. «Wait Your Turn» (solo en París y Estocolmo)
2. «Man Down»
3. «Only Girl (In the World)»
4. «Disturbia» (solo en México y Londres)
5. «Don't Stop the Music»
6. «S&M»
7. «Phresh Out The Runway»

Act III:
1. «Unfaithful»
2. «Take a Bow»
3. «Hate That I Love You»

Act IV:
1. «Where Have You Been» (con extractos de "Take care")
2. «Run This Town»
3. «Live Your Life»
4. «All of the Lights»
5. «Cheers (Drink to That)» (solo en Berlín y Toronto)

Encore
1. «Love the Way You Lie» (solo en algunas fechas)
2. «Stay» (solo en Toronto, Berlín, Estocolmo, Londres y Nueva York)
3. «Diamonds»
4. «Umbrella»
5. «We Found Love»

## Fechas
| Norteamérica    |                  |                |                     |
| 14 de noviembre | Ciudad de México | México         | Plaza Condesa       |
| 15 de noviembre | Toronto          | Canadá         | Danforth Music Hall |
| Europa          |                  |                |                     |
| 16 de noviembre | Estocolmo        | Suecia         | Berns               |
| 17 de noviembre | París            | Francia        | Le Trianon          |
| 18 de noviembre | Berlín           | Alemania       | E-Werk              |
| 19 de noviembre | Londres          | Inglaterra     | HMV Forum           |
| Norteamérica    |                  |                |                     |
| 20 de noviembre | Nueva York       | Estados Unidos | Webster Hall        |

## Documental
El 6 de mayo será transmitido por la cadena Fox, un documental producido por Fenty Films con la colaboración de Love Live y Gravité Creative, que mostrará un detrás de cámaras y parte del show de la gira de conciertos que la cantante ofreció para promocionar su séptimo álbum de estudio, Unapologetic, que arrancó el 14 de noviembre de 2012, y finalizó el 20 de noviembre de 2012.
El documental mostrará el detrás de escena de este Tour Promocional llevado a cabo en 7 países, 7 ciudades, en 7 días, a bordo de un boeing 777, junto a periodistas y fanes invitados especialmente. También se verá parte de sus shows, realizados en recintos cerrados, que se llevaron a cabo con público invitado, por esta razón no se vendieron entradas.
Los primeros días de abril de 2012 la cadena Fox lanzó a través de Youtube, el primer tráiler del documental, confirmando la fecha de transmisión. Semanas más tarde, Fox, lanzó el segundo tráiler del documental.